# Días de cine (programa de televisió)
Días de cine és un programa de televisió espanyol amb periodicitat setmanal dedicat a la informació cinematogràfica estrenat en 1991. Emès els divendres a les 20:30h. en La 2 de Televisió Espanyola el programa es reemet posteriorment al 24 Horas i a TVE Internacional.
Amb 28 anys en antena es tracta d'un dels programes més longeus de Televisió Espanyola. Des de 2008 és dirigit per Gerardo Sánchez i des de setembre de 2019 el programa manca de la figura del presentador.

## Format
El programa, amb una durada de 60 minuts excepte a l'estiu quan s'emet una versió reduïda de 30 minuts, és un magazín que inclou reportatges, entrevistes, avanços de les estrenes en cartellera, ressenyes sobre llibres dedicats al cinema o pel·lícules editades en DVD o Blu-Ray, centrat sempre en l'actualitat cinematogràfica d'Espanya i internacional.

## Història
El programa va néixer el 6 d'octubre de 1991 de la mà de César Abeytua basant-se en la idea de la pel·lícula de Woody Allen Dies de ràdio. L'equip es va configurar al voltant d'Abeytua, primer director del programa, Carlos Amman com a subdirector i Samuel Martín Mateo com a realitzador. Aquest últim havia estat encarregat del departament de postproducció de Televisió Espanyola, un element molt important en néixer el programa amb la idea de no tenir presentador, i Abeytua també volia que semblés que això abans mai s'havia fet pel que seria un senyal d'identitat del programa.
| «                        | "Días de cine ha sabut adaptar-se als canvis. Llavors els films es veien en VHS i avui, per vídeo a la carta; es consumeix més, encara que menys en sales. I hi ha una allau d'estrenes, fins a 12 aquesta setmana, cosa que abans era impensable". | » |
| — Gerardo Sánchez (2016) | |   |

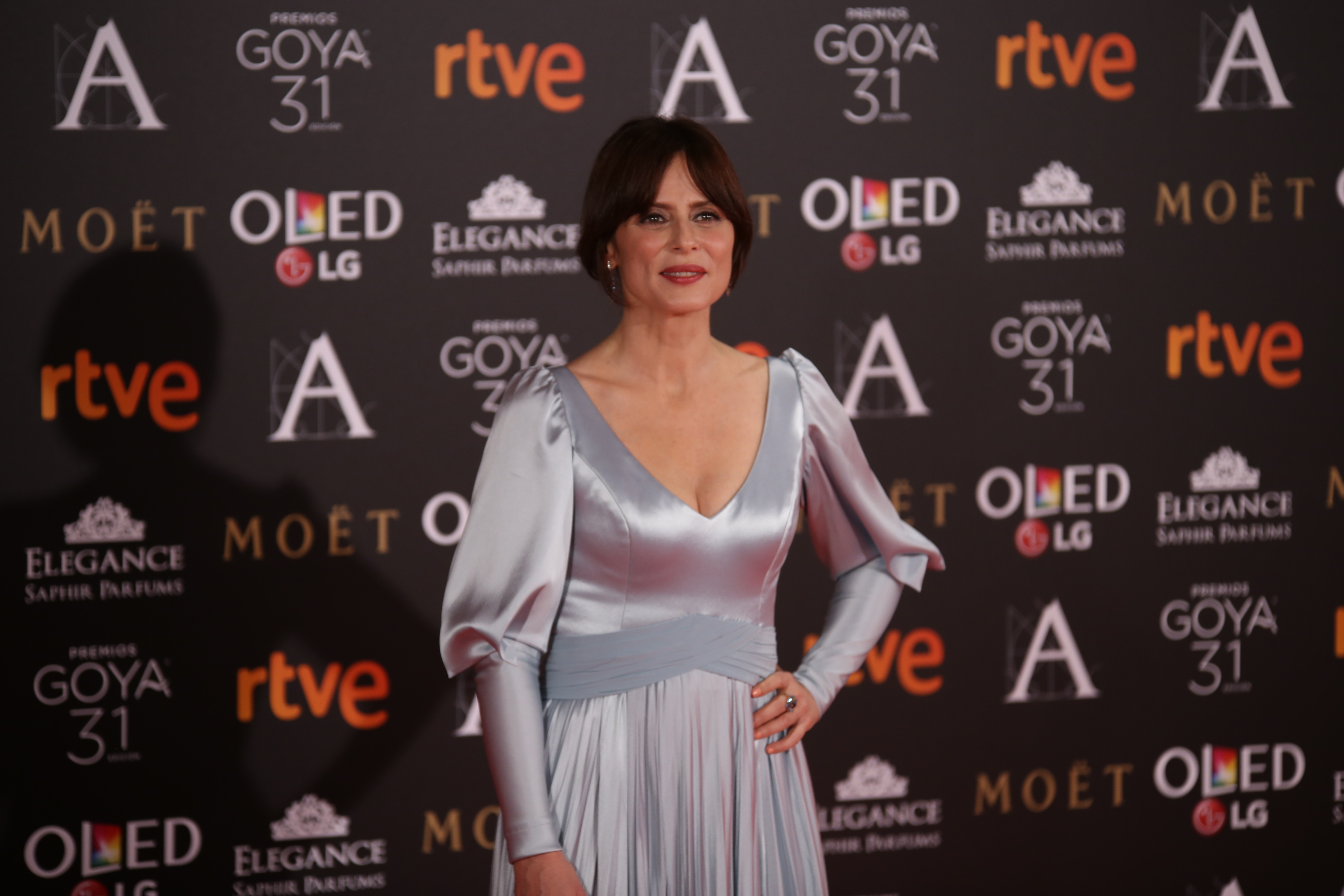
Aitana Sánchez-Gijón primera presentadora del programa

El 1994 Amman, Martín Mateos i Abeytua sortirien del programa. El substitut seria Antonio Gasset qui havia tingut problemes amb la directora d' Informe semanal i dels Serveis Informatius de RTVE María Antonia Iglesias. Ramon Colom, aleshores director general de Televisió Espanyola, va proposar Gasset la direcció del programa. L'equip es va configurar amb Daniel Monzón com a subdirector, qui havia realitzat, al costat de José Luis Guarner, una secció on tots dos criticaven una mateixa pel·lícula però amb la intenció de comparar els punts de vista de dos crítics amb gran diferència d'edat. Miguel Berbén s'ocuparia de la realització. Una de les seves primeres decisions del nou equip va ser l'elecció d'un presentador labor que va recaure en l'actriu Aitana Sánchez-Gijón qui únicament va romandre una temporada. Després de la seva sortida Jesús Ortiz, productor executiu del programa, va suggerir l'opció de fer que Gasset fos també el presentador el que, fet i fet, es va acabar convertint en una dels senyals d'identitat: les seves entrades, el pas a la publicitat o les queixes per l'horari del programa, carregades d'humor àcid, sornegueria i ironia, es van fer molt recognoscibles.
| « | "Al llarg de la meva vida he tingut diverses addiccions, i una de les principals ha estat a l'humor. M'ha salvat de grans catàstrofes. Això, unit a una certa sornegueria i mala baba pròpies de mi, em van moure a fer aquests comentaris en el programa. Fins que vaig veure que li feien gràcia a la gent, i vaig pensar: perquè diré una poca-soltada sempre que pugui. Però sempre són espontànies. En 12 anys que porto fent entradetes, mai he dedicat més de cinc minuts a pensar què diré. La prova és que algunes són una bajanada enorme." | » |
| — https://superoscuro.wordpress.com/2006/07/25/entrevista-con-antonio-gasset/ Antonio Gasset (2006)] | |   |

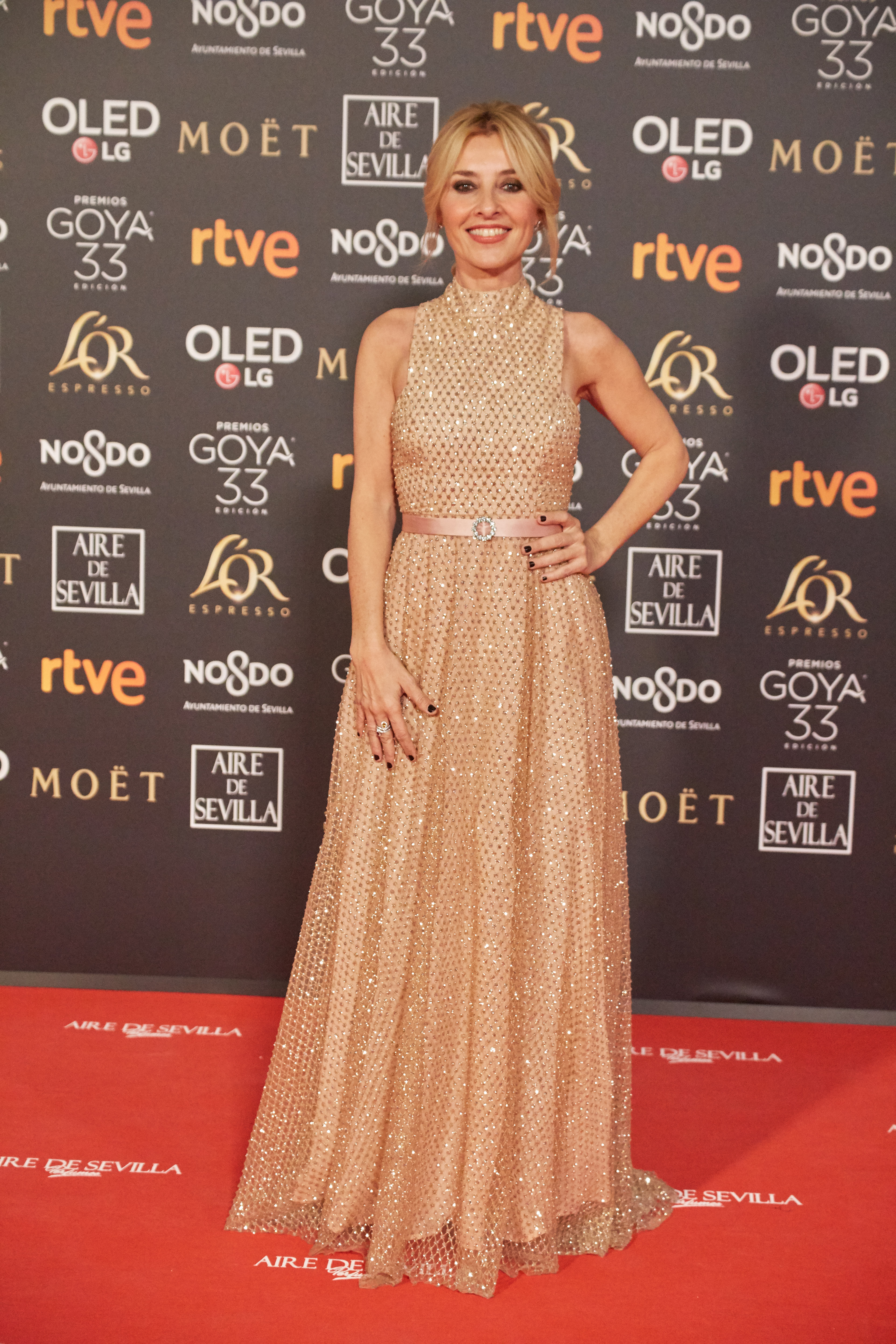
Cayetana Guillén Cuervo segona presentadora de Días de cine

El 2007 amb l'ERO a RTVE, Gasset va deixar el càrrec de director a favor de Raúl Alda, subdirector fins llavors, qui estaria un any en el lloc fins a l'arribada de Gerardo Sánchez. Després de la sortida de Gasset com a presentador passaria a realitzar les funcions Cayetana Guillén Cuervo. Coincidint amb l'arribada de Gerardo Sánchez a la direcció del programa, i després de la cancel·lació de Cartelera, gran part de la plantilla d'aquest programa es intregró en l'equip de Días de cine.
| «                        | "Pensem que si nosaltres mateixos no creiem en el que fem, i sobretot, no gaudim fent-ho, difícilment aconseguirem que l'espectador en gaudeixi". | » |
| — Gerardo Sánchez (2014) | |   |

En 2010 Guillén Cuervo va deixar de presentar del programa. Des de llavors, en mancar de conductor, cada edició s'articulava entorn d'un leit motiv cinematogràfic relacionat amb algun dels temes de cada programa realitzant-se des de llavors un major treball de postproducció. Amb posterioritat, el programa va tornar a comptar amb presentador, primer amb Henar Álvarez durant un any després de superar un procés de càsting, i posteriorment durant 5 temporades, fins a juliol de 2019, per Elena S. Sánchez.
| «                         | "No us imagineu la tristesa que em dona no ser aquí. Us trobaré molt a faltar, equipàs! Gràcies per aquests cinc meravellosos anys de cinefília, aprenentatge i bon rotllo." | » |
| — Elena S. Sánchez (2019) | |   |

## Presentadors
En els seus primers tres anys d'emissió, sota direcció de César Abeytua i realització de Samuel Martín Mateos, l'espai no va comptar amb la figura de presentador, fins a la incorporació, el 29 d'octubre de 1994 de l'actriu Aitana Sánchez-Gijón.
| «                             | "Aquest pot ser el començament d'una bella amistat" | » |
| — Aitana Sánchez-Gijón (1994) |                                                     |   |

La temporada 1995-1996 Sánchez-Gijón va ser substituïda pel periodista Antonio Gasset que va conduir Días de cine durant 13 anys fins a la seva jubilació el 20 de desembre de 2007 i ha estat el presentador més longeu de l'espai.
| «                       | "Si tingués 20 anys menys, no m'hauria aficionat al cinema. El 90% del qual es fa ara no m'interessa" | » |
| — Antonio Gasset (2007) | |   |

Entre gener de 2008 i gener de 2011 l'espai va ser presentat per l'actriu Cayetana Guillén Cuervo. Després de la seva sortida del programa fins al 19 de setembre de 2013 Días de cine va tornar a mancar de la figura del presentador.
| «                                | "Hi ha continguts amb els quals no em sentiria còmoda, per exemple un magazín amb molt de cor no sabria com bregar-lo, encara que respecto molt als companys que ho fan" | » |
| — Cayetana Guillén Cuervo (2013) | |   |

Per a la temporada 2013-2014 les labors de presentació van estar a càrrec d'Henar Álvarez que es va incorporar al programa el 19 de setembre de 2013.
| «                      | "Com a cinèfila que sóc, era espectadora de Días de cine, i quan van començar a fer preestrenes, vaig sol·licitar l'entrada. A la cua vaig coincidir amb el director del programa i van xerrar de cinema. Un mes després em va cridar per a dir-me que es faria un 'càsting'. Em vaig presentar i vaig guanyar. Va ser una entrada de pel·lícula. I jo sóc la protagonista. Ha estat com un conte de fades." | » |
| — Henar Álvarez (2014) | |   |

Elena S. Sánchez ha estat presentadora des de setembre de 2014 fins a juliol de 2019.
| «                         | "No us imagineu la tristesa que em dona no ser aquí. Us trobaré molt a faltar, equipàs! Gràcies per aquests cinc meravellosos anys de cinefília, aprenentatge i bon rotllo." | » |
| — Elena S. Sánchez (2019) | |   |

Des de setembre de 2019 el programa ha prescindit de la figura de presentador únic encara que sí que apareix setmanalment en pantalla el director Gerardo Sánchez. Cada setmana una persona del món del cinema espanyol és convidat, en una sort d'amfitrió del programa, a qui es realitza una entrevista en profunditat i respon també a les preguntes que formula l'equip del programa.

## Premis (selecció)
- Premi ATV (2001) al Millor Programa Divulgatiu
- Premi Zàping (2014) al Millor programa d'Actualitat Informativa i Entrevistes
- Premi Popeye (2018) al millor programa de cultural de televisió

## Premis Días de Cine
Els Premis Días de Cine neixen en 2014 dins del programa i reconeixen les millors pel·lícules i interpretacions de l'any. El gener de 2020 se celebrarà la seva setena edició.

## Internet i xarxes socials
Tant els programes complets com els diferents reportatges del programa es poden seguir a la pàgina web de Televisió Espanyola.
Días de cine utilitza tant el seu perfil de Facebook com de Twitter per a fer arribar tota l'actualitat cinematogràfica.